# Oreobates heterodactylus
Oreobates heterodactylus is een kikker uit de familie Strabomantidae. De soort komt voor in Brazilië.